# 류샤오보
류샤오보(중국어 간체자: 刘晓波, 정체자: 劉曉波, 병음: Liú Xiǎobō, 한자음: 유효파, 1955년 12월 28일 ~ 2017년 7월 13일)는 중국의 작가, 정치 평론가, 반체제 인사이다. 중국의 민주화와 인권 개선 운동에 헌신했으며 2010년에 노벨 평화상을 수상했다. 유족으로는 아내 류샤(劉霞)가 있다.

## 생애
1955년 12월 28일 중국 지린성 창춘시에서 지식인 부모의 아들로 태어났다. 1969년에는 하방운동에 참여했던 부모와 함께 내몽골 자치구의 농촌 지역으로 이주했고 1974년에 중등학교를 졸업한 이후에는 지린성의 농장에서 일했다.
1976년 11월부터 창춘에서 건설 노동자로 일했고 1977년에 지린 대학 중국 문학부에 입학했다. 1982년에 지린 대학에서 석사 학위를 받았고 같은 해에 베이징 사범대학 문학부에 입학했다. 1984년에는 베이징 사범대학에서 문학 석사 학위를 받았고 1984년부터 1986년까지 베이징 사범대학 문학부에서 시간 강사로 활동했다.
1986년부터 1988년까지 베이징 사범대학에서 문학부 박사 과정을 이수했으며 1988년에는 베이징 사범 대학 문예부 박사 학위를 취득했다. 1988년 8월부터 1988년 11월까지 노르웨이 오슬로 대학교에서 서구와 중국 현대 비교 문학 강사로 활동했다. 1988년 12월부터 1989년 2월까지 미국 하와이 대학교에서 리쩌허우가 제시한 과학적 사회주의에 기반한 마르크스주의 이론과 덩샤오핑이 제시한 생산력 발전론을 동시에 비판하는 중국 철학, 중국 현대 정치와 지식인을 주제로 한 연구 수업 강사로 활동하였다.
1989년 3월부터 1989년 5월까지 미국 컬럼비아 대학교에서 객원 연구원 자격으로 체류하던 도중에 중국에서 1989년 톈안먼 사건이 발생하자 귀국하여 시위에 관심을 가졌다. 그는 마오쩌둥 비판을 동양의 전통 문화와 연계하는 한편 중국 정부의 공자 비판에 휩쓸린 자오쯔양이 참여한 5·4 운동 70주년 기념 집회에 참여하였다. 또한 청년 대표 가운데 하나의 진영으로 앞서 중국 정부와 협상을 벌였다.
류샤오보는 1989년 4월 27일부터 6월 4일까지 진행된 비폭력 민주화 요구 시위에 참가하여 덩샤오핑을 비판하고 톈안먼 사건에 대한 정부 측의 입장을 요구하였지만 학생들은 가급적 톈안먼 광장을 떠나 학교로 복귀해야 할 것이라는 주장을 폈다. 이후에 후야오방을 추모하는 톈안먼 사건에 대해 정부 측 입장을 요구하던 시위파로 계속 있었지만 1989년 6월 6일에 중국 공안 당국에 체포된 이후에 베이징에 위치한 친청 감옥에서 20개월 동안 구속 조치를 받았고 1989년 9월에는 모든 공직을 박탈당했다.
류샤오보는 문화 대혁명 시대에 사인방의 조반파 노릇을 했던 당시 동년배 혹은 그보다 약간 나이가 많은 선배 세대의 몇몇 지식인들처럼 중국의 당시 역사적 변화의 무거운 흐름을 제대로 감지하지는 못하였다. 1991년 1월에 석방된 이후부터 베이징에서 문필 활동, 인권 운동, 민주주의 운동에 참여하던 도중에 1995년 5월 8일에 다시 중국 공안 당국에 체포되었다. 1996년 1월에 석방된 이후에 민주주의 운동과 문필 활동을 재개했지만 톈안먼 사건에 희생된 노동자들의 권리 회복을 요구하여 다시 체포되고 만다.
1996년 10월 8일부터 1999년 10월 7일까지 법원으로부터 사회 질서를 교란시킨 혐의로 노동 개조 3년형을 선고받고 재교육 수용소에서 복역했다. 석방 이후에는 베이징에 위치한 자택에서 프리랜서 평론가로 활동하면서 정치 평론과 학술 논문을 집필하는 한편 반체제 잡지 기고자로도 활동했다. 2003년 11월에는 국제펜클럽의 중국 지부인 중국 독립문필회 회장으로 선출되었으며 2005년 11월 2일에는 중국 독립문필회 회장으로 유임되었다. 2004년에는 국경 없는 기자회와 프랑스 기금회로부터 언론의 자유 수호상을 수상했다.
2008년 12월에는 중국의 반체제 학자, 법률사, 기자, 학계 인사 등 303명과 함께 중국의 정치, 사회 체제 개혁, 중국 공산당의 일당 독재 체제 종식, 삼권 분립, 민주화 추진, 인권 상황의 개선 등을 요구하는 선언문인 《08 헌장》을 인터넷을 통해 발표했다. 이 때문에 그는 중국 정부로부터 해외에서 자금 지원을 받아 체제 전복을 선동한 혐의로 조사를 받았다. 2009년 6월 23일에는 베이징 공안 당국으로부터 국가 권력 전복 선동 등의 혐의로 구속되었고 2009년 12월 11일에 베이징 제1급 인민 법원에서 열린 재판에서 징역 11년형을 선고받은 이후에 랴오닝성 진저우시의 감옥에서 복역하였다. 그의 수감은 1989년 천안문 사건으로 인해 처음 수감된 이후에 네 번째 수감 생활이었다. 베이징 고급 인민 법원은 2010년 2월 11일에 열린 항소심 재판에서 그의 항소를 기각하는 한편 그에게 징역 11년형과 정치적 권리 박탈 2년형을 추가로 선고했다.
2010년 10월 8일에는 중국의 민주주의와 인권에 관한 공헌을 인정받아 노벨 평화상을 수상했지만 민주개혁을 요구한다는 이유로 국가전복 선동 혐의를 받아 투옥 중인 상태였기 때문에 시상식에 참석하지 못했다. 2017년 5월에는 간암 말기 진단을 받았고 2017년 6월 26일에 가석방되었다. 랴오닝성 선양시에 위치한 중국 의과 대학 부속 선양 제1병원에서 투병 생활을 했으며 2017년 7월 13일에 사망하였다. 2017년 7월 15일에는 류샤오보의 영결식이 부인인 류샤를 비롯한 가족들이 참석한 가운데 진행되었으며 화장된 유골은 바다에 뿌려졌다.
2017년 류샤오보 서거 이후에는 중국 민주화 운동가들을 주축으로 류샤오보사망진상조사위원회가 설립되어 류샤오보의 사망 진상 조사와 류샤오보를 기리는 활동을 전개하고 있다.

## 정치적 견해

### 중국 문화와 서양 문화
류샤오보는 개인의 주관성에 대한 미학적 개념에서 진화하여 자유와 미학에 대한 개인주의 개념에 기반한 "미적인 자유"라는 개념을 지지했다. 또한 중국의 신문화운동 기간에 활동했던 좌익 문학 평론가인 루쉰과 마찬가지로 중국의 지식인들에게 "노예 정신으로 합리주의와 조화를 추구하려는 전통적인 태도"를 강하게 비판했다.
류샤오보는 신문화 운동을 통해 중국의 완전한 서구화를 지지하고 중국의 전통 문화를 거부한다는 입장을 밝혔다. 류샤오보는 1988년 11월 홍콩의 월간 잡지 《해방월보》(解放月報, 현재의 《개방잡지》(開放雜誌))와의 인터뷰에서 "근대화는 완전한 서구화를 의미하며 인간의 삶을 선택하는 것은 서양의 삶의 방식을 선택하는 것을 의미한다. 서양과 중국의 통치 체제의 차이는 인간과 인간의 차이일 뿐이다. 서구화는 국가의 선택이 아니라 인류를 위한 선택이다."라고 밝혔다. 또한 류샤오보는 해당 잡지와의 인터뷰에서 중국이 진정한 역사적 변화를 실현하기 위해서는 "지금의 홍콩이 생기기까지 100년이 걸렸다. 그 크기를 감안한다면 중국이 오늘날의 홍콩처럼 되려면 300년 동안 서양의 식민 지배를 받아야할 것이다. 솔직히 300년도 부족하지 않은가 싶다."라고 밝혔다.

### 중국의 민주주의
류샤오보는 지난 세기 동안 중국에 존재해 온 "비정상적인 민족주의"가 열등감, 부러움, 불만, 책임감이 혼합된 감정을 공격적인 형태로 포함하는 방어 스타일에서 벗어났다고 판단했을 정도로 중국 민족주의를 강하게 비판했다. 류샤오보는 중국의 애국주의가 "맹목적인 자신감, 허울뿐인 자랑, 갇힌 증오"로 가득 차 있다고 비판했고 톈안먼 사건 이후에 중국 공산당이 제시한 초민족주의는 독재적인 목표를 통한 폭력 숭배를 위한 완곡 어법이라고 비판했다.
류샤오보는 인권, 민주적인 선거, 자유를 요구하는 《08 헌장》 초안을 작성하는 과정에 참여하여 체제 전복을 선동한 혐의로 기소되었으며 재판에서 〈나는 적이 없다〉라는 에세이를 집필했다. 류샤오보는 이 에세이를 통해 "적의 정신은 국가의 정신을 독살하고 잔인한 삶과 죽음의 투쟁을 일으킨다. 또한 사회의 관용과 인류를 파괴하며 자유와 민주주의를 향한 국가의 진전을 막을 수 있다."는 입장을 표명하는 한편 자신은 적도 증오도 없다고 선언했다.

### 국제 정세
류샤오보는 2001년에 일어난 미국의 아프가니스탄 침공, 2003년에 일어난 미국의 이라크 침공을 지지했으며 2004년에는 미국의 조지 W. 부시 대통령의 재선을 환영하는 평론을 집필했다.
류샤오보는 2004년에 집필한 《미국-영국 자유 동맹의 승리》라는 평론을 통해 미국이 개입한 냉전 이후의 분쟁을 "현대 문명에서 전쟁을 어떻게 수행할 것인가에 대한 가장 좋은 사례"라고 평가했다. 류샤오보는 "나는 테러리스트의 야만, 불안정한 이라크의 정세에 관계 없이, 무엇보다 애국심이 강한 젊은이들이 자신과 같은 미국의 지지자들을 경멸하더라도 미국의 이라크 침공을 지지한다."라고 밝혔다. 또한 류샤오보는 "나는 처음부터 영국과 미국의 군사 개입이 승리할 것이라고 믿었으며 여전히 자유 동맹과 이라크의 민주적인 미래의 최종적인 승리에 대한 믿음으로 가득 차 있다. 영국과 미국의 무장 세력들은 현재 직면하고 있는 것과 같은 장애물을 접할 것이지만 나의 믿음은 변하지 않을 것이다. 언젠가는 자유롭고 민주적이며 평화로운 이라크가 등장할 것이다."라고 예언했다.
류샤오보는 이슬람주의에 대한 평론에서 "이슬람 근본주의를 형성한 문화와 종교 제도는 극도로 용납되고 피에 목말라야 한다."는 입장을 밝히는 한편 이라크 전쟁 포로 학대 스캔들을 강하게 비난했다. 2004년 미국 대통령 선거에서는 조지 W. 부시 대통령이 이라크 전쟁에서 있었던 행적을 높이 평가하면서 당시 민주당 후보로 출마했던 존 케리가 미국이 개입한 전쟁을 충분히 지원하지 못했다고 비난했다.
류샤오보는 이스라엘에 관하여 "미국의 보호가 없었다면 제2차 세계 대전 기간 동안에 오랫동안 박해를 받았던 유대인들은 아마도 이슬람 세계의 증오로 인해 다시 사라질 것이다."라는 입장을 밝혔다. 류샤오보는 이스라엘-팔레스타인 분쟁에 관한 미국의 정책을 지지하는 한편 "도발적인" 팔레스타인의 잘못이라고 판단했다.

## 노벨 평화상 수상과 그 영향

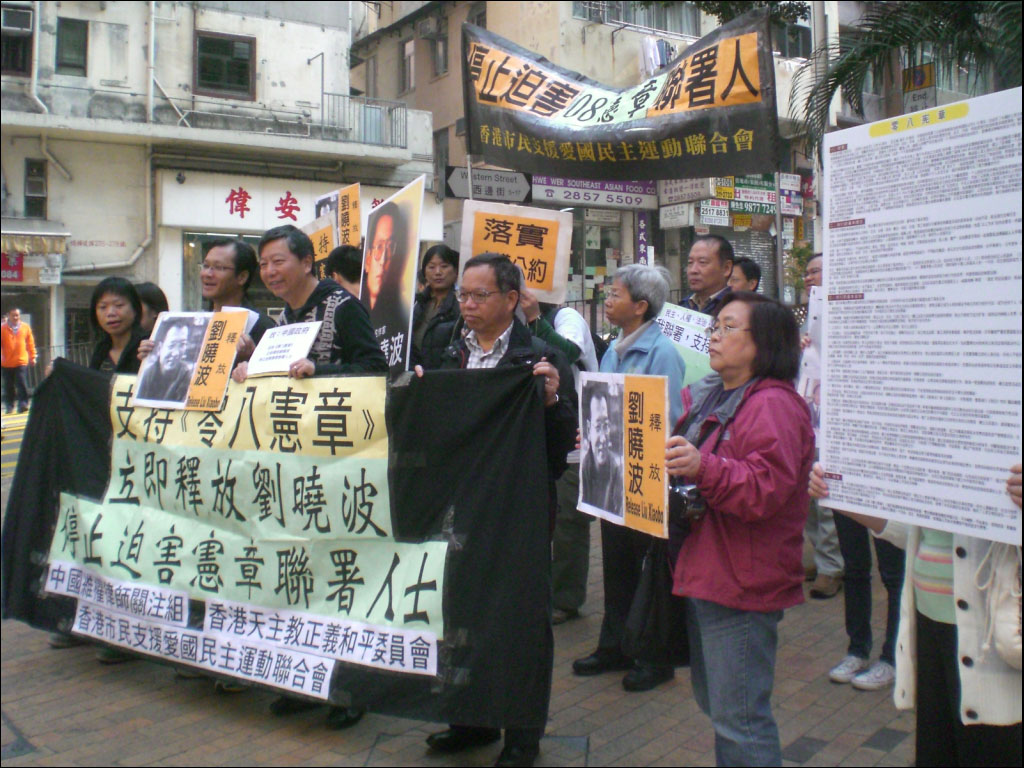
홍콩에서 류샤오보의 석방을 촉구하는 집회를 열었던 인권 단체 회원들의 모습

류샤오보는 2010년 10월 8일에 중국의 민주화 운동을 전개한 공로를 인정받아 노벨 평화상 수상자로 선정되었다. 그의 노벨 평화상 시상식은 2010년 12월 10일에 열렸지만 그는 감옥에 수감된 상태여서 시상식에 참가하지 못했다. 이 때문에 국제 인권 단체와 사회 단체 등은 그에 대한 석방 운동을 전개했다.

### 중국의 노벨 평화상 수상 반대와 공자 평화상의 탄생
중국 정부는 류샤오보가 노벨 평화상 수상자로 선정됐다는 것을 받아들이기를 원치 않았다. 중국 정부는 신화통신사를 비롯한 관영 매체를 통해 "류샤오보의 노벨 평화상 수상은 중국의 대한 내정 간섭이다. 서방권 국가들이 노벨 평화상을 정치적 도구로 이용하고 있다."라고 비난하는 한편 중국 주재 노르웨이 대사를 소환하여 공식적인 항의를 제기했다.
마자오쉬 중국 외교부 대변인은 "노벨 평화상은 국가 조화, 국가 간의 우정, 군축 진전, 평화 회의 소집 및 선전에 기여한 사람들에게 수여되어야 한다. 류샤오보는 중국 법률을 위반하여 중국 사법 당국의 판결을 받은 범죄자였기 때문에 노르웨이 노벨 위원회가 그러한 사람에게 노벨 평화상을 수여하기로 한 결정은 노벨상을 모독하는 행위이다."라고 규정했다.
류샤오보의 노벨 평화상 수상 소식 이후로 중국 내에서 반정부 시위 움직임이 보이자 중국 정부는 문자 메시지에서 류샤오보라는 이름을 쓰지 못하게 하는 등 인터넷, 텔레비전, 신문과 같은 국내 여론을 통제하였다. 또한 중국 경찰은 류샤오보의 노벨 평화상 수상 소식을 축하하던 시민들을 체포하기도 했다. 게다가 중국은 영국 BBC(영국방송협회), 미국 CNN, 일본 NHK(일본방송협회) 방송의 외국어 보도 프로그램이 류샤오보의 노벨 평화상 시상식 관련 소식을 전하자 NHK 방송의 중국 송출을 방해하는 등 국제적으로 류샤오보를 비난하는 행보를 이어갔다.
노르웨이에 외교 공관을 두고 있던 65개국 가운데 19개국이 중국의 거센 압력으로 인해 노벨 평화상 시상식에 불참했다. 시상식에 불참했던 국가는 중국, 러시아, 카자흐스탄, 튀니지, 사우디아라비아, 파키스탄, 이라크, 이란, 베트남, 아프가니스탄, 베네수엘라, 이집트, 네팔, 스리랑카, 수단, 쿠바, 모로코, 알제리, 필리핀이었다. 노벨 평화상은 수상자 본인이 불참한 경우에는 수상자의 가족과 친인척이 대신해 받게 되어 있지만 중국 정부는 류샤오보의 아내인 류샤가 그의 노벨 평화상 수상식에 참여하는 것을 허락하지 않았다.
노벨 평화상을 주관하는 노르웨이 노벨 위원회는 중국 정부가 류샤오보와 그의 친인척이 노벨 평화상 시상식에 참석하는 것을 끝내 허용하지 않자 결국 시상식장에 상징적으로 빈 의자를 설치한 상태로 시상식을 진행했고 의자에는 그의 노벨 평화상 상장과 메달이 놓여졌다. 중국 일각에서는 류샤오보가 노벨 평화상을 수상해 세계적으로 각광을 받자 이를 시기한 1989년 톈안먼 사건 출신 인사였던 쿵칭둥, 차다모 등이 다른 수상식을 모의하여 공자 평화상이라는 이상한 상을 갑자기 제정해서 시상식까지 감행했다는 의혹을 받고 있다.

## 저서
- <선택의 비판-리쩌허우와의 대화>
- <미래의 자유 중국은 민간에>
- <단인독검-중국당대 민족주의 비판>
- <중국당대 정치와 중국 지식인>
- <양심으로 말하는 민족>
- <민주주의와 공산주의>
- <류샤오보 그가 말했다 민주주의>

## 같이 보기
- 카를 폰 오시에츠키
- 08 헌장
- 중국의 반체제자 목록
- 중국의 노벨상 수상자 목록
- 문자의 옥
- 전랑 외교